# 秩父七福神
秩父七福神（ちちぶしちふくじん）とは、埼玉県秩父地方に点在する7つの寺院に祀られた七福神を巡拝する霊場巡りである。七福神信仰は室町から江戸時代にかけて民衆に広まった信仰であるが、同地域の中心部が多い秩父札所三十四観音霊場とは異なり、宗派を超えた古刹寺院で開創される。ドライヴであれば3時間で巡拝が可能な距離となり、地域は秩父・皆野・小鹿野・長瀞・横瀬に跨って構成されている。

## 秩父七福神

### 一覧
秩父七福神は以下7寺院にて構成され、それぞれの寺に異なる福神が祀られている。
| No. | 寺院名        | 宗派           | 祀神         | 御利益                                            | 所在   |
| --- | ------------- | -------------- | ------------ | ------------------------------------------------- | ------ |
| 1   | 嶽頂山 東林寺 | 曹洞宗         | 宇根恵比寿神 | 商売繁盛、五穀豊穣、 庶民救済の神                 | 横瀬   |
| 2   | 平量山 圓福寺 | 真言宗 智山派  | 福寿大黒天   | 福寿開運、五穀豊穣、 子孫愛育の神                 | 皆野   |
| 3   | 大聖山 金仙寺 | 臨済宗建長寺派 | 聖山布袋尊   | 招福開運、諸願成就の神                            | 影森   |
| 4   | 普光山 総持寺 | 臨済宗南禅寺派 | 殿平福禄寿   | 福、禄、寿を司る神                                | 長瀞   |
| 5   | 長慶山 鳳林寺 | 曹洞宗         | 大悲毘沙門天 | 病魔退散、財宝来福の神                            | 小鹿野 |
| 6   | 光臺山 惣圓寺 | 浄土宗         | 八臂大弁財天 | 学問、芸術、知恵授けの神、 財宝来招、商売繁盛の神 | 秩父   |
| 7   | 大寶山 圓福寺 | 臨済宗         | 延命寿老人   | 不老長寿、健康長寿の神                            | 秩父   |

### 1. 嶽頂山 東林寺 「宇根恵比寿」
- 宗派：曹洞宗 （本尊：准胝観世音菩薩）
- 住所：埼玉県秩父郡横瀬町横瀬3537 （西武秩父線横瀬駅 徒歩7分）
- 祀神：宇根恵比寿神 （庶民救済の神）
- 開山：清翁全吉大和尚 （1651年（慶安4年）示寂）
- 寛永年間（1624～1645年）初頭、秩父市吉田の清泉寺7世清翁全吉大和尚が大檀那今井家の寄進を受け創建
- 1753年（宝暦3年）の火災以降荒廃したが、1901年（明治34年）に当山17世中興天山禅暁大和尚が寺院復興
- 「宇根」とは宇宙根元の略称、人の生きる根元に恵比寿信仰があり、よく働き財を成し、喜びを共にすることで恵比寿の福徳を得られるという信仰

### 2. 平量山 圓福寺 「福寿大黒天」
- 宗派：真言宗 智山派 （本尊：阿弥陀如来）
- 住所：埼玉県皆野町皆野293 （秩父鉄道皆野駅 徒歩10分）
- 祀神：福寿大黒天 （福寿開運の神、五穀豊穣の神、子孫愛育の神）
- 開山：平将平公（平将門公の弟）
- 本尊、観音両菩薩が安置された秩父初の真言密教道場。畠山重忠の父である畠山重能が中興開基
- 福寿大黒天は古来より仏法の守護神であり福寿開運の神とされ、国土開拓・子孫愛育の神・大国主の命として尊崇を集めている（愛と鞭の両面を兼ね具える神）

### 3. 大聖山 金仙寺 「聖山布袋尊」
- 宗派：臨済宗 建長寺派
- 住所：埼玉県秩父市下影森6650 （西武秩父線西武秩父駅 徒歩30分）
- 祀神：聖山布袋尊 （招福開運・諸願成就の神）
- 開山：宋僧 大覚禅師（1358年（延文3年））
- 布袋和尚は中国の実在人物で、思慮深く、吉兆を先見する知恵に勝れ、修行による福徳円満な相はおのずからして諸人を教化し、招福開運・諸願成就の仏様として、こよなき崇敬を受ける
- 布袋尊は弥勒菩薩の仮のお姿と言われ、そのご利益によって福徳円満の毎日を過ごせるよう祈念される

### 4. 普光山 総持寺 「殿平福禄寿」
- 宗派：臨済宗 南禅寺派 （本尊：大聖文殊菩薩）
- 住所：埼玉県秩父郡長瀞町本野上924 （秩父鉄道野上駅 徒歩10分）
- 祀神：殿平福禄寿 （福、禄、寿を司る神）
- 開山：法燈国師 （1233年（天福元年）四条天皇御代）
- 本尊は国師の自影自作と伝えられる
- 福禄寿は南極星の化身で、宋時代嘉祐年間に世に現われた道士で、長寿を司る星宿の精霊として人々に信仰

### 5. 長慶山鳳林寺「大悲毘沙門天」
- 宗派：曹洞宗 （本尊：釈迦牟尼仏）
- 住所：埼玉県小鹿野町下小鹿野1387 （西武バス小鹿野線 寺上バス停 徒歩3分）
- 祀神：大悲毘沙門天 （病魔退散、財宝来福の神）
- 開山：才屋尊芸大和尚（1543年（天文12年））
- 末寺十ヶ寺を有するに至った
- 祀られる四天王のうち多聞天は、毘沙門天として特に崇敬あつく、仏法守護・病魔退散・財宝来福の神として信仰
- 七宝で飾った甲冑をつけ眼光するどく、夜叉、罹殺を調伏する神とされる

### 6. 光臺山惣圓寺「八臂大弁財天」
- 宗派：浄土宗 （本尊：阿弥陀如来）
- 住所：埼玉県秩父市東町17-19 （西武秩父線西武秩父駅徒歩8分、秩父鉄道御花畑駅徒歩5分）
- 祀神：八臂大弁財天 （財宝来招、商売繁盛、知恵授けの神）
- 開山：日譽源底上人（関東郡代伊奈氏の弟、寛永年間）
- 当山草創は武甲庄浦山の地であったが、その後閑野帯刀邸跡の現在地に移転
- 「八臀(はっぴ)大弁財天神」を祀り民衆信仰を集めたが、秩父大火により消失するも仏縁あり再現
- 福徳のあらたかさを現実に示し、家内安全・商売繁昌・天下泰平等の霊験あらたかな守護神

### 7. 大寶山 圓福寺 「延命寿老人」
- 宗派：臨済宗 （本尊：脇侍文殊普賢菩薩を従えた釈迦如来）
- 住所：埼玉県秩父市田村967 （西武バス小鹿野線 円福寺バス停 徒歩3分）
- 祀神：延命寿老人 （不老長寿の神）
- 開山：白崖寶生禅師 （1373年（応安6年））
- 江戸時代には御朱印寺として数十の末寺を統轄
- 福禄寿と同じ姿をしているが、団扇を持ち鹿を従えているところが異なる
- 団扇は難を払うものの象徴であり、鹿は3000年の長寿の象徴であり、寿老人は人の安全と健康を守り長寿の神として古来より尊ばれている

## 歴史
400年以上の歴史を有する寺院にて創開され、近代組織としては、1977年（昭和52年）に秩父七福神会が組織され、秩父七福神初代会長に惣圓寺の山極信達住職が就任し、現在は秩父七福神めぐりは、札所や十三仏巡りと並ぶ観光資源となっている。

## アクセス・巡拝
秩父地域に点在することから、車で3時間ほどかけて巡拝されることが多い。参拝者は御朱印帳を持参し、各寺で七福神に因んだ印を集めており、特に元日から節分にかけては「七福神開帳」などの行事が行われ、特別なご利益を受けられるとされている（御宝印は通年受付）。
尚、秩父観光協会では秩父七福神めぐりは、秩父市街地を中心にした比較的コンパクトな巡礼ルートを一例として挙げている。
西武秩父駅 → 総持寺 → 円福寺(皆野) → 鳳林寺 → 昼食 → 円福寺(秩父) → 惣圓寺 → 金仙寺 →東林寺 → 西武秩父駅